# 广兴镇 (广安市)
广兴镇，是中华人民共和国四川省广安市前锋区下辖的一个乡镇级行政单位。2019年12月，撤销光辉乡，将原光辉乡中村村、鹤嘴村、光辉村、民生村、车坝村、来龙村、梭石村、花门村、柏林村所属行政区域划归广兴镇管辖。

## 行政区划
广兴镇下辖以下地区：
广龙社区、桥角村、蔡家村、六堡村、永胜村、碾石村、寨坪村、郭岩村、劳动村和茅垭村。